# مالوینا کوپرون
مالوینا کوپرون (انگلیسی: Malwina Kopron؛ زادهٔ ۱۶ نوامبر ۱۹۹۴) ورزشکار دو و میدانی اهل لهستان است.
وی در مسابقات کشوری و بین‌المللی در مجموع برندهٔ ۱ مدال برنز شده‌است.

## رقابت‌های بین‌المللی
| سال            | مسابقه                        | محل برگزاری    | مقام           | رویداد         | توضیحات        |
| نماینده لهستان | نماینده لهستان                | نماینده لهستان | نماینده لهستان | نماینده لهستان | نماینده لهستان |
| -------------- | ----------------------------- | -------------- | -------------- | -------------- | -------------- |
| ۲۰۱۱           | World Youth Championships     | لیل (فرانسه)   | 2nd            | پرتاب چکش      | ۵۷٫۰۳ متر      |
| ۲۰۱۲           | World Junior Championships    | بارسلون        | –              | پرتاب چکش      | NM             |
| ۲۰۱۳           | European Junior Championships | ریتی           | 4th            | پرتاب چکش      | ۶۳٫۱۳ متر      |
| ۲۰۱۵           | European U23 Championships    | تالین          | 3rd            | پرتاب چکش      | ۶۸٫۵۷ متر      |
| ۲۰۱۵           | مسابقات جهانی                 | پکن            | 14th (q)       | پرتاب چکش      | ۶۹٫۵۳ متر      |
| ۲۰۱۶           | European Championships        | آمستردام       | 6th            | پرتاب چکش      | ۷۰٫۹۱ متر      |
| ۲۰۱۶           | بازی‌های المپیک                | ریو دو ژانیرو  | 15th (q)       | پرتاب چکش      | ۶۹٫۶۹ متر      |
| ۲۰۱۷           | مسابقات جهانی                 | لندن           | 3rd            | پرتاب چکش      | ۷۴٫۷۶ متر      |
| ۲۰۱۷           | Universiade                   | تایپه          | 1st            | پرتاب چکش      | ۷۶٫۸۵ متر      |
| ۲۰۱۷           | DécaNation                    | آنژه، فرانسه   | 1st            | پرتاب چکش      | ۷۲٫۰۳ متر      |
| ۲۰۱۸           | European Championships        | برلین          | 4th            | پرتاب چکش      | ۷۲٫۲۰ متر      |
| ۲۰۱۹           | Universiade                   | ناپل           | 2nd            | پرتاب چکش      | ۷۰٫۸۹ متر      |